# Apomuria bullata
Apomuria bullata är en måreväxtart som beskrevs av Cornelis Eliza Bertus Bremekamp. Apomuria bullata ingår i släktet Apomuria och familjen måreväxter.
Artens utbredningsområde är Madagaskar. Inga underarter finns listade i Catalogue of Life.